# Helmut Ludwig Späth
Hellmut Ludwig Späth (4 de diciembre de 1885 – 15 de febrero de 1945) fue un empresario, botánico, horticultor alemán, hijo de Franz Ludwig Späth (más conocido como Louis Späth), quien pasó a ser dueño y gerente del Vivero Späth tras el deceso de su padre en 1913. Hellmut revivió la fortuna del Criadero, durante la Gran Depresión al unirse al Partido Nazi y con la obtención de contratos lucrativos para ajardinar las nuevas autopistas de Alemania y otras obras públicas. Sin embargo, por su crítica abierta al régimen nazi, lo encarcelaron en el campo de concentración de Sachsenhausen, donde fue ejecutado en 1945. El vivero se cerró en 1944 y, para 1947, el arboreto pasó a ser propiedad pública y fue conocido como el Späthsches Arboretum.

## Honores
En 2009, una stolpersteine : un pequeño monumento de piedra con una placa, fue instalado en su viejo colegio el Landesschule Pforta, para conmemorar a Späth como una víctima del régimen nazi.

## Algunas publicaciones

### Libros
- 1912. Der Johannistrieb. 91 pp.

- La abreviatura «H.L. Späth» se emplea para indicar a Helmut Ludwig Späth como autoridad en la descripción y clasificación científica de los vegetales.[3]